# Оюн, Сиин-оол Лакпаевич
Оюн Сиин-оол Лакпаевич (10 сентября 1934 — 19 августа 2021) — тувинский режиссёр, заслуженный артист Тувинской АССР, заслуженный артист РСФСР (1974).

## Биография
Оюн Сиин-оол Лакпаевич родился 10 сентября 1934 года в г. Москве. В Туву приехал, когда ему было 3 года. Он, окончив начальную школу в посёлке Элегес, начал учиться в Кызылской средней школе № 2. В 17 лет стал студентом Ленинградского театрального института им. А. Н. Островского. Окончил Ленинградский театральный институт им. А. Н. Островского в 1955 году; Ленинградский государственный институт театра, музыки и кинематографии в 1965 г. В 1954 году работал педагогом-вожатым в селе Киркомяки в Карело-Финской ССР. С 1955 по 1992 год — актёр, режиссёр, главный режиссёр (1968—1983) музыкально-драматического театра им. В. Кок-оола Тувинской АССР (ныне Республика Тыва). С 1992 года — режиссёр-педагог школы № 9 города Кызыла; руководитель детского театра «Тос-Карак». В 2009 г. устроился работать в отдел культуры и искусства Национального музея РТ. В 2011 году. создал Федерацию фехтования в Туве.

## Деятельность
С. Л. Оюн будучи студентом, широкой публике стал известен как исполнитель одной из главных ролей в художественном фильме «Люди голубых рек». Молодой актёр удачно создал непростой образ Адара. Он, получив диплом актёра, в 1955 г. стал артистом в Тувинском музыкально-драматическом театре. Зрители и критики его хвалили за образ поварёнка Сэма в «Хижине дяди Тома», за хитрого Будамшу в одноимённой пьесе бурятского драматурга Ц. Шагжина. Мысль о режиссуре не давала артисту покоя. Он постоянно ходил на репетиции к советским режиссёрам, работавшим тогда в Туве по приглашению, — заслуженным артистам РСФСР С. П. Майеру и И. С. Забродину. В 1958 году С. Л. Оюн попал в группу известному советскому режиссёру Г. А. Товстоногову Ленинградского государственного института театра, музыки и кинематографии. Первые режиссёрские работы С.Оюн сразу же привлекли внимание зрителей: спектакли «Нэркес» И. Юмагулова, «Башмачки» Д.Файзи, «В ночь лунного затмения» М. Карима, «Неравный бой» В. Розова. На протяжении многих лет С. Л. Оюн был главным режиссёром тувинского театра. Благодаря его мастерству, всегда с аншлагами проходили такие спектакли, как «Слуга двух господ» К. Гольдони, «Ромео и Джульетта» В. Шекспира, «Тополёк мой в красной косынке» Ч. Айтматова, «Красный поток» С. Пюрбю, «Проделки Долумы» К. Кудажы, «Аршин мал алан» У. Гаджибекова. С этими спектаклями труппа театра выступали на сценах театров Якутии, Бурятии, Абакана, Красноярска, Барнаула и других городов Сибири. В 1992 году в Кызылской школе-гимназии № 9 им С. Л. Оюном был открыт детский театр, где он преподавал историю театра и уроки актёрского мастерства. Самой известной постановкой его детского театра стал музыкальный спектакль «Муха-Цокотуха» по К. И. Чуковскому. Во время работы в музее самым запоминающимся музейным мероприятием, организованным С. Л. Оюном, стал родовой сбор Оюнаров к 100-летнему юбилею матери — Дунзенмы Сиилбиевны Оюн. На данный момент у С. Л. Оюна новое начинание — Федерация фехтования Республики Тыва, созданная в 2011 году с целью популяризации фехтования и пропаганды здорового образа жизни. Он в своё время учился фехтованию в театральном институте, и даже был в составе сборной института. В 2012 году С. Л. Оюн подтвердил свою квалификацию фехтовальщика в Москве в Институте повышения квалификации и профессиональной переподготовки кадров Российского государственного университета физической культуры, спорта, молодёжи и туризма, где он прослушал курс теории и методики обучения спортивному фехтованию.

## Награды и звания
- Заслуженный артист РСФСР (1974)
- Заслуженный артист Тувинской АССР
- Почётный работник общего образования Российской Федерации (2003)

## Семья
Отец С. Л. Оюна — Лакпа Кежегеевич Оюн родом из Межегея, единственный тувинец, окончивший военную академию РККА имени Фрунзе в 1937 году в Москве, военный топограф. Мать — Дунзенмаа Сиилбиевна, долгожитель, 92 года прожила. Жена — Татьяна Ондумовна, Народный врач Республики Тыва. Сиин-оол Лакпаевич и Татьяна Ондумовна вырастили и воспитали 2-х детей: сына Аяса и Веронику, двух внуков Виктора и Михаила, помогают воспитывать правнучку Дарину.